# Madeleine Astor
Pour les articles homonymes, voir Astor.
Madeleine Talmage Astor Dick, née Madeleine Talmage Force le 18 juin 1893 à Brooklyn et morte le 27 mars 1940 à Palm Beach, est la deuxième épouse du milliardaire John Jacob Astor IV (1864-1912) et une rescapée du naufrage du Titanic.

## Biographie

### Jeunesse
Madeleine est la fille de William Hurbut Force, dont la famille a fait fortune dans la manufacture. Sa mère, Katherine Arvilla Talmage, est la petite-fille de Thomas Talmage, qui fut maire de Brooklyn. 
Elle reçoit une très bonne éducation, au sein de la Miss Ely's School, puis de la Miss Spence's School de Manhattan. 

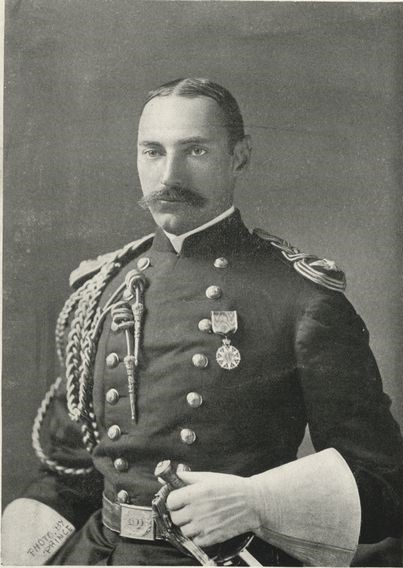
John Jacob Astor IV.

### Mariage
C'est en septembre 1910 au domicile familial de Bar Harbor que Madeleine aurait rencontré celui qui deviendra son premier époux, le milliardaire américain John Jacob Astor IV. Homme d'affaires, militaire, inventeur et écrivain, il appartient à la prestigieuse famille Astor. Il est considéré à l'époque comme l'un des hommes les plus riches du monde. Ils se marient un an plus tard, en septembre 1911. Leur mariage est alors très médiatisé par la presse, qui scrute les moindres faits et gestes du couple. Divorcé en 1909, de Ava Lowle Willing, John Jacob Astor fait scandale se remariant avec Madeleine, d'autant plus qu'elle est presque de trente ans sa cadette. D'ailleurs, l'Église refuse de valider leur union. Le révérend Joseph Lambert qui célèbre le mariage est fortement critiqué, et quitte l'Église quelques mois plus tard.
Afin d'échapper aux ragots et à la presse, les Astor décident d'effectuer leur lune de miel en Égypte. Ils embarquent de New York en janvier 1912 à bord du RMS Olympic. Après une croisière sur le Nil, le couple séjourne à Naples, puis décide de rentrer à bord du RMS Titanic, qui effectue alors sa croisière inaugurale. En effet, Madeleine est enceinte, et souhaite pouvoir donner naissance à son fils aux États-Unis.

### À bord duTitanic
Les Astor embarquent à Cherbourg dans la soirée du 10 avril 1912, accompagnés de Victor Robbins, le valet de John, de Rosalie Bidois, la dame de compagnie de Madeleine, ainsi que d'une infirmière, Caroline Endres. Ils ont également avec eux leur chienne Kitty. Le couple occupe une suite de première classe sur le pont C, la C-62 - C-64. Ils y disposent ainsi d'une salle de bains et de toilettes privées, ce qui n'est pas le cas de la plupart des cabines de première classe du navire. Ils sont les passagers les plus fortunés à bord, avec une fortune de 15 millions de livres sterling d'époque.
Dans la nuit du 14 avril, un peu après 23 h 40, John signale à son épouse que le Titanic a heurté un iceberg. Il lui demande alors d'enfiler un gilet de sauvetage, selon les consignes données par l'équipage et le personnel à bord du navire.
Le couple monte sur le pont des embarcations, où le commandant Edward Smith a ordonné l'embarquement des femmes et enfants à bord des embarcations de sauvetage. Les Astor attendent la mise à la mer du canot no 4, qui est retardée. Madeleine prête son châle à Leah Aks, une passagère de troisième classe, afin qu'elle puisse tenir son bébé au chaud.
Le couple se retire ensuite dans le gymnase, proche des embarcations, afin de s'abriter du froid. Des témoins voient John éventrer un gilet de sauvetage avec son couteau de poche pour montrer le liège qu'il contient à son épouse.
Les Astor se rapprochent ensuite du canot no 4, qui est mis à la mer vers 1 h 50. Les personnes prenant place à bord sont obligées de passer par les fenêtres du pont promenade du pont B, alors que la gîte du paquebot est de plus en plus forte. John demande au second officier Charles Lightoller s'il peut accompagner son épouse, étant donné son état. Comme ce dernier refuse, il n'insiste pas et tandis que l'embarcation est mise à l'eau, il retire sa paire de gants pour les envoyer à Madeleine. 

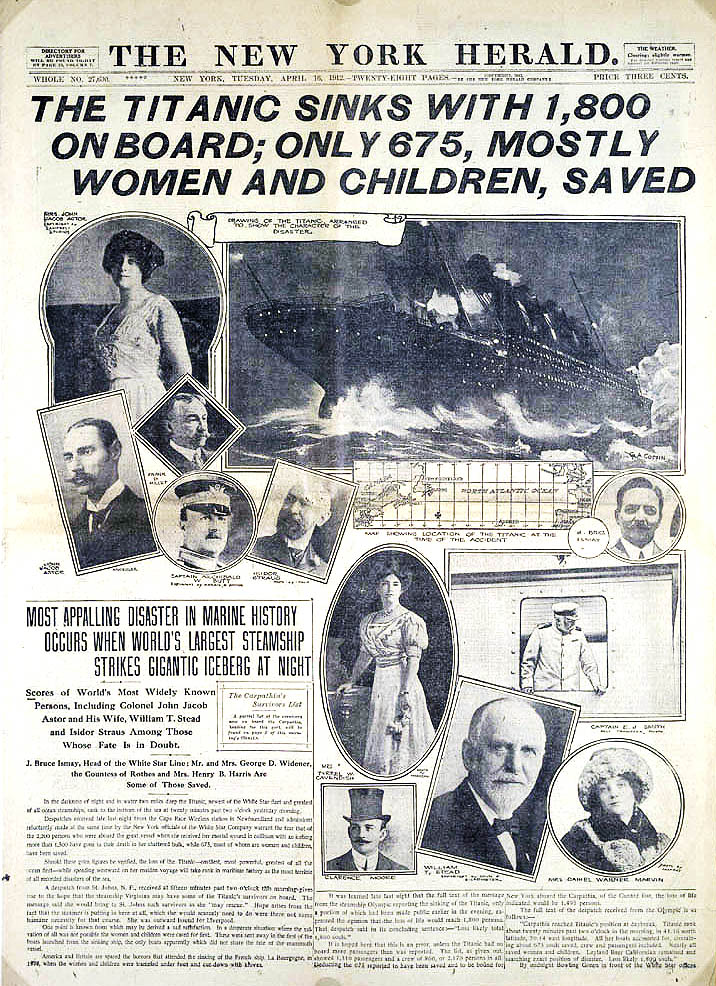
Gros titres des journaux de l'époque relatant le naufrage du Titanic et la disparition de John Jacob Astor et de son épouse.

Peu après 2 heures, le Titanic commence à sombrer, alors que les canots de sauvetage se sont tous éloignés et qu'il reste encore près de 1 500 personnes à bord. John Jacob Astor ne survit pas au naufrage. Madeleine et les autres rescapés de la catastrophe sont secourus par le RMS Carpathia et ramenés à New York.

### Veuvage
De retour aux États-Unis, la jeune femme vit en retrait. Le corps de John est retrouvé une semaine plus tard par le Mackay-Bennett. Plus tard, Madeleine organise avec Marian Thayer, une autre rescapée du naufrage, une réception en l'honneur d'Arthur Rostron, commandant du Carpathia.
Elle donne naissance à un fils, John Jacob Astor VI, en août 1912. À la suite de la succession de son époux, Madeleine hérite d'une somme de cinq millions de dollars, à la condition de ne pas se remarier.

### Remariages
En 1916, Madeleine choisit cependant de se remarier avec William Karl Dick, un banquier américain et ami d'enfance. Deux enfants, William Karl Dick Jr. (1917-1961) et John Henry Dick (1919-1995) naissent de cette union. Le couple divorce en 1933. Madeleine se remarie par la suite avec le boxeur et acteur italien Enzo Fiermonte, avant de divorcer à nouveau en 1938.

### Mort
Retirée à Palm Beach en Floride, Madeleine y décède en 1940 d'une maladie cardiaque, à l'âge de 46 ans. Elle repose au Trinity Church Cemetery de New York auprès de sa mère.